# Matrice des gains
La matrice des gains, matrice de paiement ou encore matrice des paiements (anglicismes issus de payoff matrix) est un moyen de représenter un jeu sous forme normale sous la forme d'un tableau indiquant les gains (ou paiements) associés à chaque action en fonction des actions de l'autre joueur. 
Théoriquement, il est possible d'envisager des tableaux de n'importe quelle dimension, chaque dimension représentant un joueur. En pratique, seuls les tableaux en deux dimensions sont aisément compréhensibles. Les matrices des paiements sont donc le plus souvent employées dans le cas de jeux à deux joueurs. Pour les mêmes raisons, elles ne sont employées que dans les jeux à un nombre raisonnable de stratégies.

## Définition
Pour un jeu à deux joueurs et à un nombre fini de stratégies, la matrice
des paiements est un tableau de couples de réels à {\displaystyle m_{1}} lignes
et {\displaystyle m_{2}} colonnes :
{\displaystyle {\begin{bmatrix}a_{11}&a_{12}&\cdots &a_{1m_{2}}\\a_{21}&a_{22}&\cdots &a_{2m_{2}}\\\vdots &\vdots &\ddots &\vdots \\a_{m_{1}1}&a_{m_{1}2}&\cdots &a_{m_{1}m_{2}}\end{bmatrix}}}
où {\displaystyle a_{i,j}=(G_{i,j}^{l},G_{i,j}^{c})} donne les gains {\displaystyle G^{c}} du joueur colonne et ceux {\displaystyle G^{l}} du joueur ligne
si le joueur ligne choisit la stratégie i et le joueur colonne la
stratégie j.
On peut remarquer que dans le cas général, les jeux n'ont pas à être
symétriques (ce n'est le cas que si {\displaystyle a_{i,j}=a_{j,i})}, ni à présenter
le même nombre de stratégies pour chaque joueur. 

### Dilemme du prisonnier
Considérons le jeu connu sous le nom de dilemme du prisonnier. Les deux
joueurs sont deux criminels, entendus en même temps, séparément l'un de
l'autre et sans possibilité de communiquer à propos d'un crime commis en
commun. Chaque prisonnier peut soit nier le crime (C, pour coopérer),
soit plaider coupable et servir de témoin à charge contre son complice
(D, pour dévier). Le résultat de chaque stratégie en nombre d'années de
prison est comme suit :
|     | (C)  | (D)   |
| (c) | 1,1  | 20,0  |
| (d) | 0,20 | 10,10 |

Le premier prisonnier (Ligne) peut donc choisir de coopérer ou de dévier. De même, le prisonnier colonne peut choisir entre coopérer et dévier. Si les deux coopèrent, ils écopent d'un an de prison chacun. S'ils dévient tous les deux, ils écopent de dix ans chacun. Si Ligne coopère et que Colonne dévie, Colonne est libéré, et Ligne prend vingt ans de prison. Inversement, si Ligne dévie et Colonne coopère, Ligne est libre et Colonne en prend pour vingt ans.

## Stratégies mixtes
Pour représenter un jeu en stratégies mixtes, on utilise la même formalisation que précédemment en ajoutant, pour chaque stratégie, la probabilité qu'elle soit jouée par un joueur. Ces probabilités se notent usuellement sur une ligne supplémentaire au-dessus des stratégies du joueur colonne, et sur une colonne supplémentaire insérée avant les stratégies du joueur ligne.